# 海浪镇
海浪镇，是中华人民共和国黑龙江省牡丹江市寧安市下辖的一个乡镇级行政单位。

## 行政区划
海浪镇下辖以下地区：
海浪村、安青村、高家村、兰旗村、牡北村、太平村、光荣村、东炉村、前阳村、后地村、敖东村、二洼村、五道梁子村、羊草村、安平村、三道梁子村、七道梁子村、八道梁子村、九道梁子村、宁西村、林富村、盘岭村、庆城村、镇北村、岔路村、大依兰村、大牡丹村、小牡丹村、长胜村、大生村、北山村和依兰岗满族村。